# Carlo Quartucci
Carlo Quartucci (Messina, 29 novembre 1938 – Roma, 31 dicembre 2019) è stato un regista, attore e scenografo italiano.

## Biografia
La madre Angela Quartucci (in arte Lina Maschietto) era attrice e il padre, Antonio Manganaro, era capocomico di una compagnia teatrale siciliana. Negli anni '50 lo troviamo a Roma a studiare architettura, pittura e cinema, ma presto, seguendo il destino di famiglia, rivolgerà la sua attenzione al linguaggio teatrale. Nel 1959 esordisce (nella sua triplice veste di regista, scenografo e attore) in Aspettando Godot di Samuel Beckett, a cui seguiranno nel 1960 C'era folla al castello di Jean Tardieu, nel 1961 Le sedie di Ionesco e nel 1963 Finale di partita di Beckett. Nel 1962, insieme a Leo De Berardinis, Rino Sudano, Cosimo Cinieri, ed altri, fa parte dell'appena nata Compagnia della Ripresa esordiente al Teatro Goldoni di Roma con la rappresentazione di Me e Me'. Gli anni '60 e '70 vedranno Carlo Quartucci protagonista del teatro italiano, insieme a tanti altri, tra cui Carmelo Bene, Leo De Berardinis, Perla Peragallo Carlo Cecchi, Rino Sudano, Carla Tatò, che costituiranno di fatto un'alternativa o piuttosto una rottura rispetto al "teatro di regia critica" della generazione neorealista della "Resistenza" (Luigi Squarzina, Giorgio Strehler, Vito Pandolfi, Luchino Visconti...), traendo ispirazione prevalentemente dalle correnti e dai linguaggi che si rifacevano al surrealismo, al futurismo, al grottesco, e dagli autori che in qualche modo le rappresentavano, quali Bragaglia, Ettore Petrolini, Buster Keaton... 
Nel 1964 il Teatrostudio del Teatro Stabile di Genova, nuova veste della "Compagnia della Ripresa" di Quartucci & Co esordisce con Aspettando Godot, ottenendo un discreto successo di critica a livello locale.
Gli anni 1964-1965 vedono Quartucci implicato nelle "letture-spettacolo" sul nuovo teatro americano e sugli arrabbiati inglesi, con musiche e proiezioni di diapositive... Nel 1965 lo vediamo cimentarsi in un happening intitolato Cartoteca di Tadeusz Różewicz (1965) che causa i primi screzi tra il regista e Ivo Chiesa e in Zip Lap Lip Vap Crep Scap Plip Trip Scrap & La Grande Mam, presentato alla Biennale di Venezia, ispirato al testo di Giuliano Scabia, a cui partecipano, tra gli altri, attori come Leo de Berardinis, Rino Sudano e Claudio Remondi. Nel 1966 mette in scena La mucca parla a Pasquale, spettacolo collage tra l'agreste e il surreale, indirizzato politicamente, insieme agli operai dell'Italsider di Genova, con testi di Ruzante, Plauto, Aristofane, Brecht, Cervantes, Rabelais, Pirandello, Mrożek. Il periodo degli spettacoli Emmetì diretto da Squarzina e La Fantesca segnano la rottura (generazionale) definitiva fra Ivo Chiesa e Quartucci. Seguiranno spettacoli come il Majakovskij e compagni alla rivoluzione d'Ottobre (1967), I testimoni di Rózewicz (1968), il Pantagruele radiofonico (1969), il Don Chisciotte televisivo (1970), Il lavoro teatrale di Roberto Lerici presentato alla Biennale di Venezia nel 1969.
Nel 1972 è la volta dell'esperimento della compagnia itinerante teatrale "Camion", che vedrà il lungo e proficuo soldalizio artistico-collaborativo con Carla Tatò con la realizzazione, tra l'altro, di film per la televisione come Racconti della terra, Borgatacamion, Robinson Crusoe e Nora Helmer. Il 1980 è la volta di Opera, "trilogia teatrale e cinematografica". Il 1981 vede la nascita del progetto "La zattera di Babele", dove il regista insieme a Carla Tatò, Jannis Kounellis, Giulio Paolini, Roberto Lerici, Germano Celant, Rudi Fuchs, raduna a Genazzano  scrittori, cineasti, attori di teatro, pittori, ecc. con l'obiettivo di dar vita a una rappresentazione e a un linguaggio interdisciplivare dove far confluire e interagire varie forme d'arte. È il periodo degli spettacoli portati in giro per l'Europa, quali Comédie Italienne (1981), Didone e Funerale (1982).
A Berlino, nel 1984, Quartucci darà via al progetto su Kleist con le rappresentazioni dei suoi spettacoli teatrali: Pentesilea, Canzone per Pentesilea (già rappresentata a Bologna nel 1983), Rosenfest Fragment XXX. Mentre a Vienna nel 1986 il regista allestirà il Nach Themiscyra.
A cominciare dal 1986 il progetto "Zattera di Babele" si trasferisce a Erice in Sicilia, dove viene allestito un laboratorio permanente ("Le giornate delle arti") sul nuovo modo di intendere il linguaggio dell'arte teatrale, esteso ormai ad altri settori artistici. Abbiamo così sotto questo nuovo auspicio interdisciplinare La favola del figlio cambiato (1987), I giganti della montagna (1989) di Pirandello, Primo amore di Beckett (1989), Il giardino di Samarcanda (1990); Tamerlano il Grande di Marlowe (Berlino 1991), Antigone di Sofocle (rappresentato a Segesta nel 1991), Macbeth di Shakespeare (1992) e Il cerchio d'oro dei Macbeth (1993), Ager sanguinis (1995) e Medea (1989 e 1998) di Aurelio Pes.
Del 1998-2001 sono i progetti Il cerchio d'oro del potere e La favola dell'usignolo in cui verranno coinvolti Quartucci e gli artisti di "La zattera di Babele".
Nel 2002 Carlo Quartucci viene insignito della laurea honoris causa dal DAMS dell'Università Torino. Dal 2002 al 2007 insieme a Carla Tatò, altri artisti e istituzioni culturali viene coinvolto in un vasto progetto europeo.

## Opere

### Teatrali
- 1959 - Aspettando Godot di Samuel Beckett
- 1960 - C'era folla al castello di Jean Tardieu
- 1961 - Le sedie di Ionesco
- 1963 - Finale di partita di Samuel Beckett
- 1965 - Cartoteca di Tadeusz Różewicz
- 1965 - Zip Lap Lip Vap Crep Scap Plip Trip Scrap & La Grande Mam, su testo di Giuliano Scabia (presentato alla Biennale di Venezia)
- 1966 - La mucca parla a Pasquale
- 1967 - Majakovskij e compagni alla rivoluzione d'Ottobre
- 1968 - I testimoni di Rózewicz (1968)
- 1969 - Il lavoro teatrale di Roberto Lerici  (presentato alla Biennale di Venezia)
- 1975 - Nora Nora insieme ad Alberto Gozzi (tratto da "Casa di Bambola" di H. Ibsen) -
- 1980 - Opera (Scene di Teatro, Scene di Romanzo, Scene di Periferia), con Carla Tatò, testi di Roberto Lerici
- 1981 - Comédie Italienne, con Carla Tatò - (La Zattera di Babele/progetto Genazzano)
- 1982 Funerale (La Zattera di Babele/progetto Genazzano)
- 1982 - Didone, con Carla Tatò - (La Zattera di Babele/progetto Genazzano)
- 1982 - Funerale
- 1983 - Canzone per Pentesilea, con Carla Tatò -
- 1984 - Pentesilea, con Carla Tatò -
- 1987 - La favola del figlio cambiato,
- 1989 - I giganti della montagna di Pirandello
- 1989 - Primo amore di Beckett,
- 1990 - Il giardino di Samarcanda
- 1991 - Tamerlano il Grande di Marlowe, Berlino
- 1991 - Antigone di Sofocle, Segesta
- 1992 - Macbeth di Shakespeare
- 1993 - Il cerchio d'oro dei Macbeth
- 1995 - Ager sanguinis
- 1989/1998 - Medea di Aurelio Pes
- Florville e Courval, con Carla Tatò
- 2009 - Cariatide parla, con Carla Tatò

## Filmografia

### Cinema
- Dropout, regia di Tinto Brass (1970) - attore
- Robinson Crusoe mercante di York (1985) - regia

### Televisione
- 1970 - La fantastica storia di don Chisciotte della Mancia[10]
- 1970 La camera di George, atto unico di Alun Owen, con Ilaria Occhini ed Enzo Cerusico
- 1971 - Qualcuno bussa alla porta (serie televisiva)
- 1972 - Il gioco dei mestieri
- 1973 - La rappresentazione della terribile caccia alla balena bianca Moby Dick
- 1977 - Racconti della terra (serie televisiva)
- 1978 - Borgatacamion (serie televisiva)
- 1980  - L'ultimo spettacolo di Nora Helmer, con Carla Tatò

### Radiofoniche
- 1969 - Pantagruele
- 1975 - "Tamerlano il grande" (con Carmelo Bene)